# 九竜山駅 (北京市)
九竜山駅（きゅうりゅうざん-えき）は、中華人民共和国北京市に位置する北京地下鉄7号線、14号線の駅である。2014年12月28日に開業した。

## 駅構造
島式ホーム1面2線の地下駅。7号線の出口は2箇所ある。

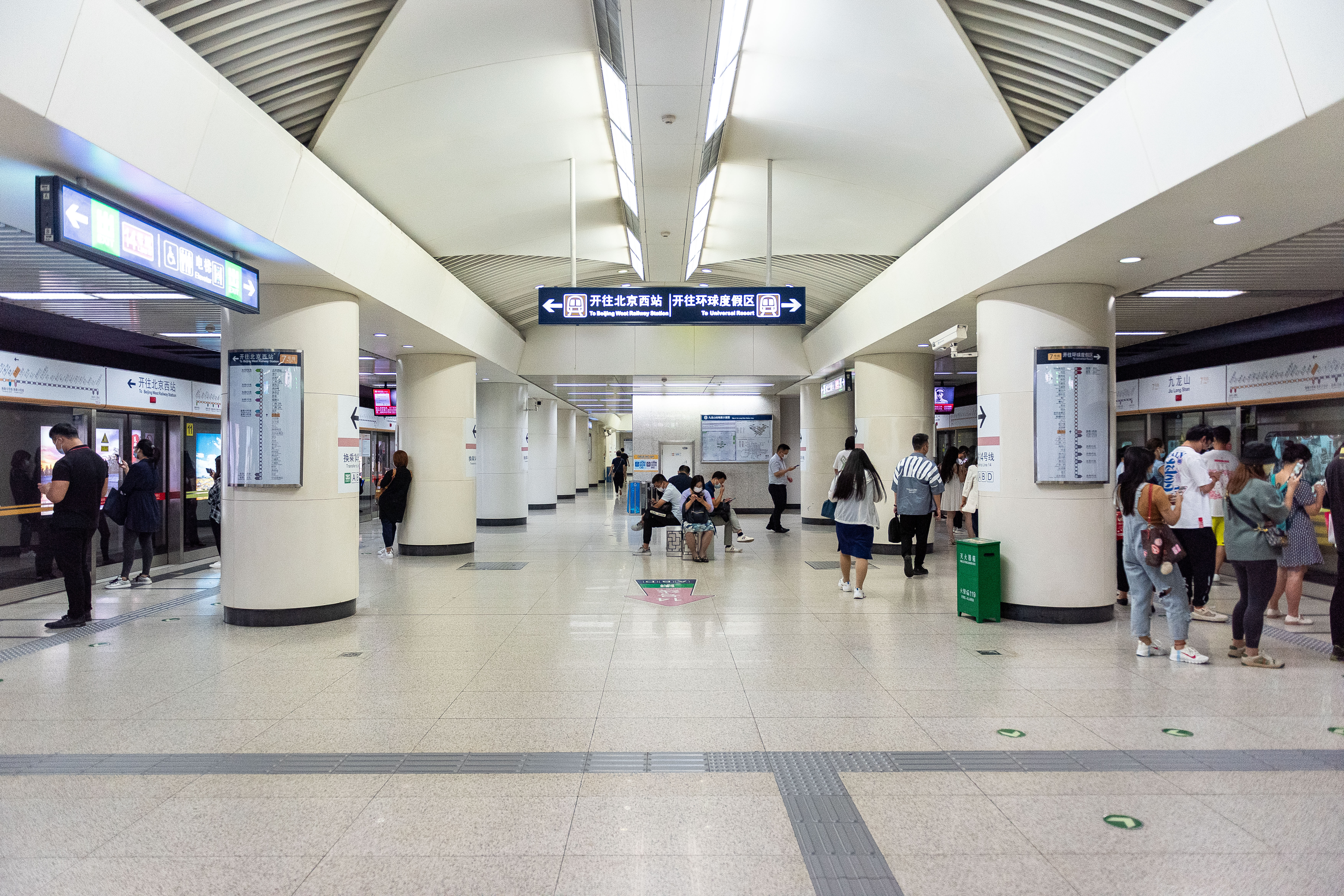
7号線ホーム
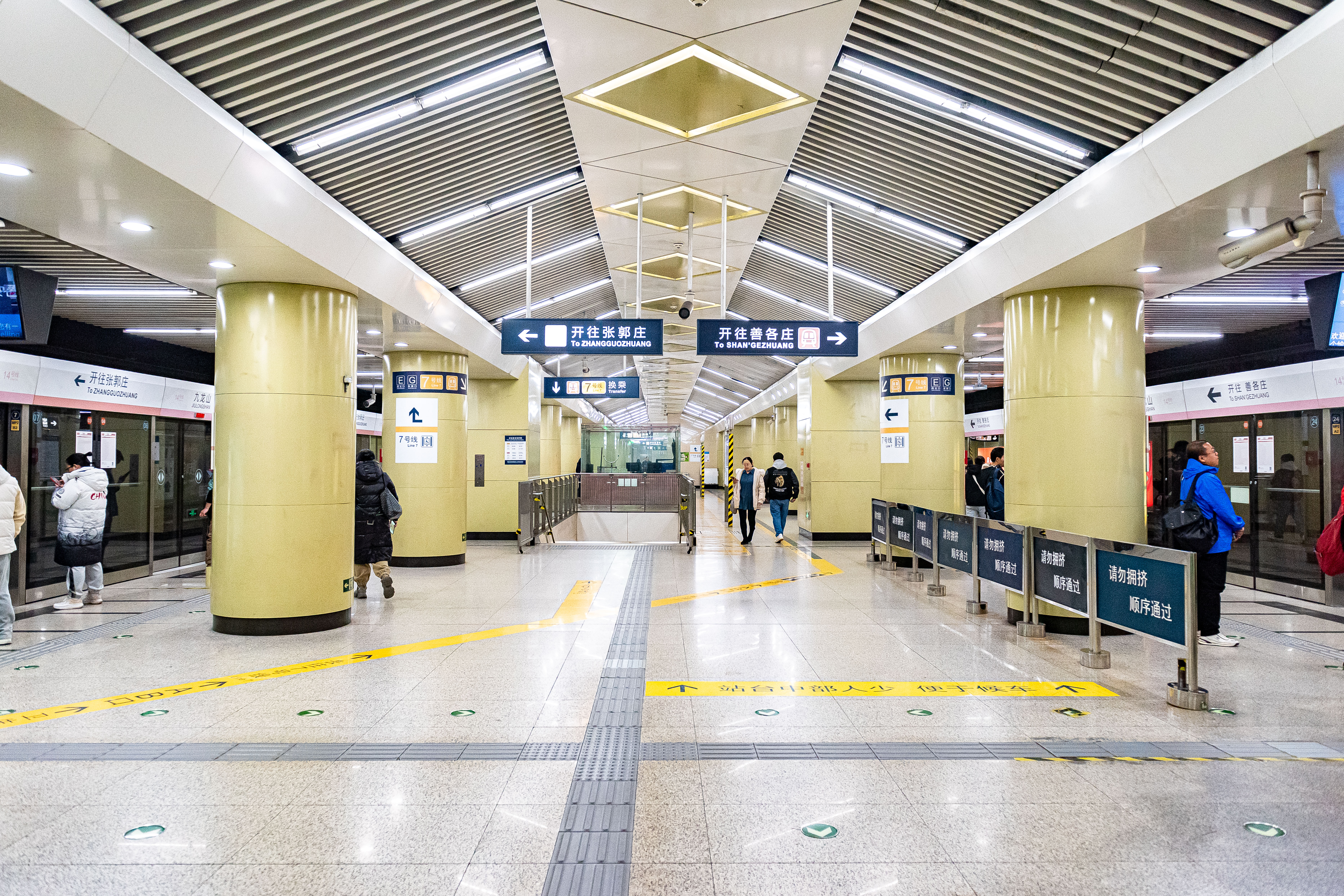
14号線ホーム

## 駅周辺
- 北京朝陽合生匯（ホプソン・ワン）

## 歴史
- 2014年12月28日 - 北京地下鉄7号線が開業。
- 2015年12月26日 - 北京地下鉄14号線が開業。

## 隣の駅
北京地下鉄
■7号線
双井駅 - 九竜山駅 - 大郊亭駅
■14号線
平楽園駅 - 九竜山駅 - 大望路駅
座標: 北緯39度53分32秒 東経116度28分18秒 / 北緯39.89209度 東経116.47173度